# Muddy Waters
Pour les articles homonymes, voir Waters.
McKinley Morganfield, né à Rolling Fork, Mississippi le 4 avril 1913 et mort à Westmont, Illinois le 30 avril 1983,, plus connu sous le nom de Muddy Waters (traduisible en français par «eaux troubles»), est un musicien américain de blues. Il est l'une des figures historiques du Chicago blues.

## Biographie
Muddy Waters enregistre pour la première fois dans une plantation du Delta du Mississippi, avec Alan Lomax, pour la Bibliothèque du Congrès, en 1940. Il part ensuite pour Chicago, où il abandonne la guitare acoustique au profit de la guitare électrique, ajoutant une section rythmique et un harmonica pour former les Chicago blues. Son groupe joue dans la banlieue ouest de Chicago, avant de rejoindre Chess Records. Ses débuts en tant que bluesman à Chicago ne sont pas évidents : il doit s'y reprendre à trois reprises devant Leonard Chess, patron de Chess Records, avant de signer enfin un contrat d'édition discographique.
En 1954, il s'installe avec sa famille au 4339 S .
. Lake Park Avenue dans le Comté d'Issaquena (Mississippi) où il accueille volontiers d'autres musiciens, comme Howlin' Wolf, Chuck Berry pour des répétitions ou des jam sessions. Le pianiste Otis Spann et l'harmoniciste Paul Oscher (en), qui font partie du groupe de Muddy Waters, vivent quelque temps dans le sous-sol de la maison. En 1974, Muddy Waters quitte cette maison et s'installe à Westmont.
Muddy Waters aide Chuck Berry à obtenir son premier contrat d'enregistrement en 1955.

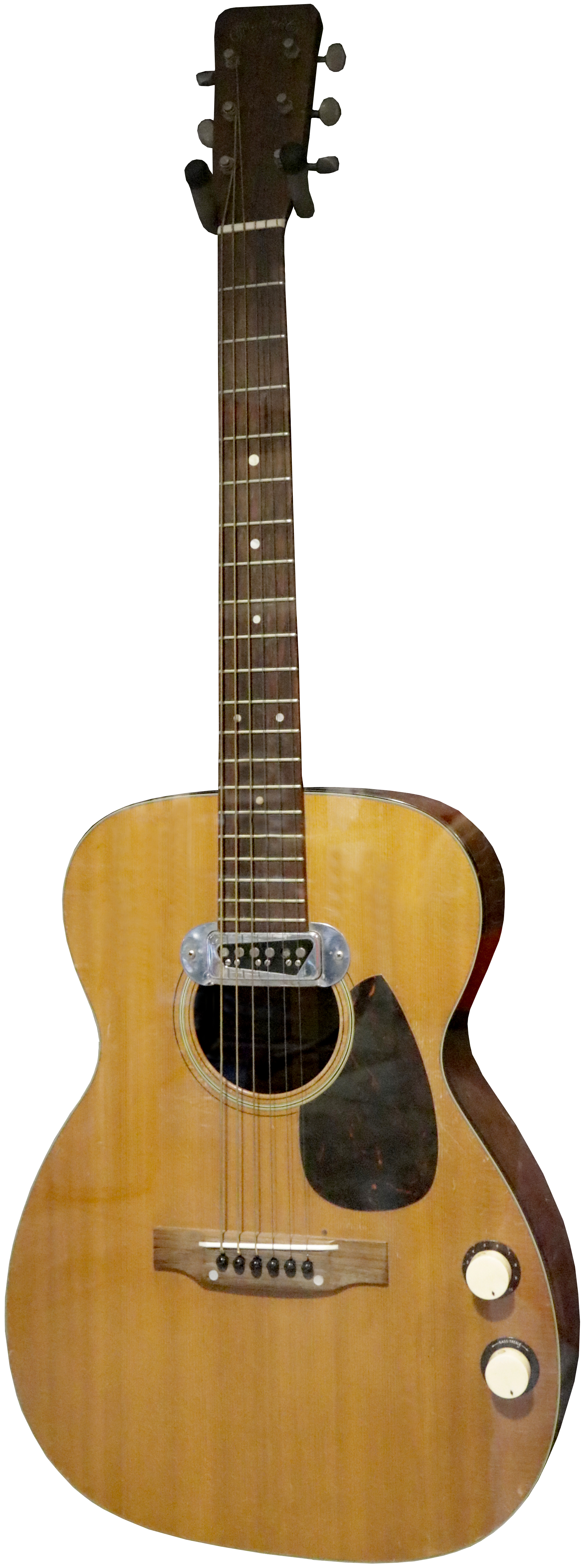
Guitare Martin 0018-E 1956 ayant appartenu à Muddy Waters

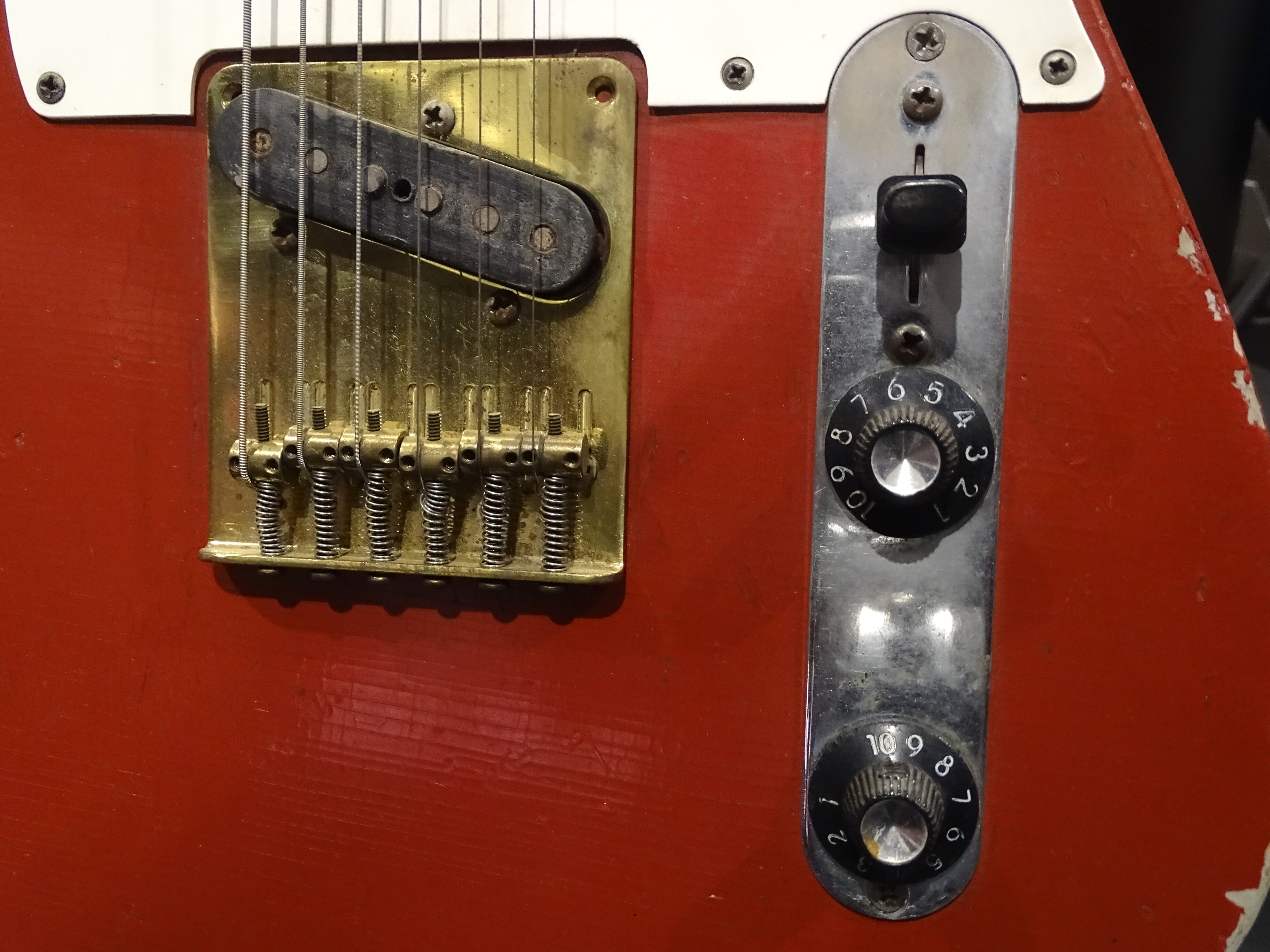
La Fender Telecaster 1958 de Muddy Waters (détail)

Ses concerts en Angleterre au début des années 1960 font entendre pour la première fois un groupe de Chicago blues. Les Rolling Stones ont choisi leur nom à cause de la chanson de Waters Rollin Stone, également connue sous le nom de Catfish Blues. Le titre de cette chanson Rollin Stone se réfère, selon Muddy Waters, à la genèse même de la musique : « dès le moment où la Terre naquit, la musique aussi ». Ainsi Rollin Stone, signifiant "pierre roulante", prend son fondement dans la collision entre les premières roches, émettant ainsi le tout premier son. Un des grands succès de Led Zeppelin, Whole Lotta Love, était basé sur une chanson de Muddy Waters You Need Love, écrite par Willie Dixon. Ce dernier écrit d'ailleurs plusieurs des chansons les plus connues de Muddy, comme I Just Want to Make Love to You, Hoochie Coochie Man, et I'm Ready.
Son influence est énorme sur de nombreux genres musicaux : blues, rhythm and blues, rock, folk, jazz et country. Adopté, comme beaucoup d'autres vieux bluesmen noirs, par les jeunes musiciens anglais et américains qui sont nombreux à se réclamer de son influence, il est souvent sur scène à leurs côtés, notamment dans un des premiers festivals de rock en plein air, the Sky River Rock Festival and Lighter Than Air Fair, près de Seattle, à Sultan, en août 1968. Il est aussi au Monterey Jazz Festival en octobre de la même année.
Souvent opposé lors de sa carrière à Howlin' Wolf, autre artiste de Chess Records qui fut l'un de ses meilleurs rivaux, il compte dans son groupe de nombreux harmonicistes de renom notamment Little Walter qui part faire une carrière solo et James Cotton.
On peut aussi citer des chansons ayant contribué au succès de Muddy Waters telles que Long Distance Call, Mannish Boy, le blues rock I've Got My Mojo Working et bien sûr Rollin' Stone.
Muddy Waters est mort à l'âge de 70 ans et est enterré au cimetière de Restvale, à Alsip dans l'Illinois, en banlieue de Chicago. Son fils "Big Bill" Morganfield (en) est également guitariste.

## Style musical

### Chant
Muddy Waters travaille son chant afin d'avoir précisément le son voulu. Selon Robert Palmer, cité dans l'ouvrage Sing! Vocal technique, vocal style, il grimace, joue avec l'ouverture de sa bouche pour faire varier le son qu'il émet et atteindre le timbre qu'il souhaite.

## Discographie
- 1958 - The Best of Muddy Waters
- 1960 - Muddy Waters Sings Big Bill Broonzy
- 1960 - At Newport 1960
- 1964 - Folk Singer
- 1966 - The Real Folk Blues
- 1966 - Muddy, Brass & The Blues
- 1966 - Big Mama Thornton With The Muddy Waters Blues Band
- 1967 - More Real Folk Blues
- 1967 - Super Blues (Muddy Waters, Bo Diddley, Little Walter)
- 1967 - The Super Super Blues Band (Muddy Waters, Bo Diddley, Howlin' Wolf)
- 1968 - Electric Mud
- 1969 - After The Rain
- 1969 - Fathers And Sons
- 1969 - Sail On
- 1970 - They Call Me Muddy Waters
- 1971 - McKinley Morganfield a.k.a. Muddy Waters
- 1971 - Live (at Mr. Kelly's)
- 1972 - The London Muddy Waters Sessions
- 1973 - Can't Get No Grindin'
- 1974 - London Revisted with Howlin' Wolf
- 1974 - 'Unk' In Funk
- 1974 - The Muddy Waters Woodstock Album
- 1976 - Live at Jazz Jamboree '76
- 1976 - His Best 1947-1955
- 1977 - Hard Again
- 1978 - I'm Ready
- 1979 - Muddy « Mississippi » Waters - Live
- 1981 - King Bee (Blue Sky label)
- 1982 - Rolling Stone
- 1982 - Rare And Unissued
- 1983 - Muddy & The Wolf
- 1984 - Rare and Unissued
- 1989 - Trouble No More: Singles 1955-1959
- 1990 - The Chess Box
- 1991 - Cristal collection
- 1992 - Blues Sky
- 1993 - The Complete Plantation Recordings
- 1994 - One More Mile
- 1997 - Paris, 1972
- 1997 - Goin' Back
- 1997 - His Best: 1947 to 1955
- 1997 - His Best: 1956 to 1964
- 1997 - King Of The Electric Blues
- 1998 - One More Mile
- 1999 - A Tribute To Muddy Waters King Of The Blues
- 1999 - Hoochie Coochie Man
- 1999 - The Lost Tapes
- 1999 - The Best of Muddy Waters - The Millenium Collection
- 2000 - Rollin' Stone: The Golden Anniversary Collection
- 2001 - The Anthology (1947-1972)
- 2003 - Martin Scorsese Presents the Blues: Muddy Waters
- 2004 - Hoochie Coochie Man: The Complete Chess Masters, Vol. 2; 1952-1958
- 2006 - The Definitive Collection
- 2007 - Breakin' It Up, Breakin' It Down (live 1977) avec Johnny Winter et James Cotton
- 2009 - Authorized Bootleg: Live at The Fillmore Auditorium - San Francisco Nov 04-06 1966
- 2011 - Playlist: The Very Best of Muddy Waters
- 2012 - You Shook Me: The Chess Masters, Vol. 3: 1958 to 1963
- 2012 - Live at the Checkerboard Lounge, Chicago 1981

À voir aussi les DVD :
- 2005 - Classic Concerts réunissant 3 concerts :
  - Newport Jazz Festival (1960)
  - Copenhague Jazz Festival (1968)
  - Molde Jazz Festival (1978)
- 2009 - Live at the Chicago fest avec Johnny Winter (1981)

## Héritage
D'innombrables artistes ont repris des titres de Muddy Waters sur leurs albums.

En voici quelques-uns :
- Bottom of the Sea (1969) :
  - George Thorogood and The Destroyers sur l'album Live (1986).
- Close to You (1958), composition de Willie Dixon,
  - The Doors sur l'album Absolutely Live (1970).
- Five Long Years (1963), d'après Eddie Boyd (1953) :
  - Buddy Guy sur l'album Damn Right, I've Got the Blues (1991).
  - Eric Clapton sur l'album From the Cradle (1994).
- Got My Mojo Working (1957), d'après Ann Cole (1957) :
  - Paul Butterfield Blues Band sur l'album The Paul Butterfield Blues Band (1965).
  - Elvis Presley sur l'album Love Letters (1971)
  - Johnny Winter sur l'album Live in NYC ‘97 (1998).
- Gypsy Woman (1947) :
  - Rory Gallagher, titre bonus sur la réédition de l'album Rory Gallagher (1971).
- Hoochie Coochie Man (1954), composition de Willie Dixon :
  - Jimi Hendrix sur l'album Radio One (1988), reprenant les enregistrements de l'Experience de 1967 et 1968 pour l'émission Radio One de la BBC.
  - Steppenwolf sur l'album Steppenwolf (1968).
  - Allman Brothers Band sur l'album Idlewild South (1970).
  - Willie Dixon sur l'album I am the Blues (1970).
  - Motörhead, titre bonus sur la réédition de l'album Another Perfect Day (1983).
  - New York Dolls sur l'album Live in concert, Paris 1974 (1984).
  - Supertramp sur l'album Live '88 (1988).
  - Paul Rodgers sur l'album Muddy Water Blues : A Tribute to Muddy Waters (1993).
  - Eric Clapton sur l'album From the Cradle (1994).
  - David Gogo sur l'album Dine Under the Stars (1998).
- I Can't Be Satisfied (1948) :
  - The Rolling Stones sur l'album The Rolling Stones No. 2 (1965).
  - Hot Tuna sur l'album Hoppkorv (1976).
  - Paul Rodgers sur l'album Muddy Water Blues : A Tribute to Muddy Waters (1993).
- I just want to make love to you, composition de Willie Dixon :
  - The Rolling Stones sur l'album England's Newest Hit Makers (version américaine) (1964).
  - Sensational Alex Harvey Band sur l'album Framed (1973).
  - Foghat sur l'album Live (1977).
  - Paul Rodgers sur l'album Muddy Water Blues : A Tribute to Muddy Waters (1993).
- I'm Ready (1954), composition de Willie Dixon :
  - Humble Pie sur l'album Humble Pie (1970).
  - Truth and Janey sur l'album No Rest For the Wicked (1976).
  - Paul Rodgers sur l'album Muddy Water Blues : A Tribute to Muddy Waters (1993).
  - Aerosmith sur l'album Honkin' on Bobo (2004).
- Just to Be With You (1956), composition de Bernard Roth :
  - Paul Butterfield Blues Band sur l'album In My Own Dream (1968).
- Louisiana Blues (1959) :
  - Savoy Brown sur l'album Blue Matter (1969).
  - Paul Rodgers sur l'album Muddy Water Blues : A Tribute to Muddy Waters (1993).
- Mannish Boy (1955) :
  - La Muerte sur les albums Every Soul By Sin Oppressed (1987) et Raw (1994).
- Rollin' and Tumblin' (1950), d'après Roll and Tumble Blues de Hambone Willie Newbern (1929) :
  - Cream sur l'album Fresh Cream (1966).
  - Canned Heat sur l'album Canned Heat (1967).
  - Johnny Winter sur l'album The Progressive Blues Experiment (1968).
  - Jeff Beck sur l'album You Had It Coming (2001)
  - Bob Dylan sur l'album Modern Times (2006)
- Rollin' Stone (1950) :
  - Humble Pie sur l'album Rock On (1971).
  - Paul Rodgers sur l'album Muddy Water Blues : A Tribute to Muddy Waters (1993).
- The Same Thing (1964), composition de Willie Dixon :
  - Willie Dixon sur l'album I am the Blues (1970).
- She Moves Me (1959) :
  - Paul Rodgers sur l'album Muddy Water Blues : A Tribute to Muddy Waters (1993).
- She's Alright (1967) :
  - Paul Rodgers sur l'album Muddy Water Blues : A Tribute to Muddy Waters (1993).
- Standing around crying (1952) :
  - Paul Rodgers sur l'album Muddy Water Blues : A Tribute to Muddy Waters (1993).
  - Eric Clapton sur l'album From the Cradle (1994).
- Still a Fool (1951) :
  - Paul Butterfield Blues Band sur l'album East-West (1966) sous le titre Two Trains Running.
- Trouble No More (1955 :
  - Allman Brothers Band sur l'album The Allman Brothers Band (1969).
- Who's Gonna Be Your Sweet Man When I'm Gone? (1972) :
  - Rory Gallagher sur l'album Irish Tour '74 (1974) sous le titre I Wonder Who.
- You Need Love (1962), composition de Willie Dixon :
  - The Small Faces sur l'album Small Faces (1966) sous le titre "You need Lovin'".
  - Led Zeppelin sur l'album Led Zeppelin II (1969) sous le titre Whole Lotta Love.
  - Killing Floor sur l'album Killing Floor (1970) sous le titre Woman You Need Love.
  - Jimmy Page and the Black Crowes sur l'album Live at the Greek (2000) sous le titre Whole Lotta Love.
- You Shook Me (1962), composition de Willie Dixon et J.B. Lenoir :
  - Jeff Beck sur l'album Truth (1968).
  - Led Zeppelin sur l'album Led Zeppelin I (1969).
  - Willie Dixon sur l'album I am the Blues (1970).
  - Jimmy Page and the Black Crowes sur l'album Live at the Greek (2000).